# Mijaíl Ignátov
Mijaíl (Misha) Stanislávovich Ignátov (translitera del cirílico ruso Михаил Станиславович Игнатов; 1956) es un briólogo, botánico y explorador ruso.

## Algunas publicaciones
- william r. Buck, mikhail s. Ignatov, sanna Huttunen. 2007. Pleurocarpous Mosses of the North Woods. Humboldt Field Res. Institute, Eagle Hill Found. Steuben, Maine

- mikhail s. Ignatov. elena anatolevna Ignatova. 2003. Flora mkhov sredneĭ chasti evropeĭskoĭ Rossii. 1, Sphagnaceae, Hedwigiaceae. Arctoa 11 (1): 1-608 ISSN 0131-1379 ilustr. ISBN 5873171041 ISBN 9785873171040

- benito ching Tan, william r. Buck, mikhail s. Ignatov. 1999. On the Himalayan Struckia C. Muell. and Russian Cephalocladium Lazar, (Musci, Hypnsceae). Ed. Nordic Bryological Soc. & the Dutch Bryological Soc. 5 pp.

- La abreviatura «Ignatov» se emplea para indicar a Mijaíl Ignátov como autoridad en la descripción y clasificación científica de los vegetales.[2]